# Everdrup Sogn
Everdrup Sogn er et sogn i Næstved Provsti (Roskilde Stift).
I 1800-tallet var Everdrup Sogn et selvstændigt pastorat. Det hørte til Bårse Herred i Præstø Amt. Everdrup sognekommune blev ved kommunalreformen i 1970 indlemmet i Fladså Kommune, der ved strukturreformen i 2007 indgik i Næstved Kommune.
I Everdrup Sogn ligger Everdrup Kirke fra o. 1200 og Sankt Peders Kapel fra 1878.
I sognet findes følgende autoriserede stednavne:
- Akselved (bebyggelse)
- Belskov (bebyggelse)
- Bulte (bebyggelse)
- Bækkeskov (bebyggelse, ejerlav, landbrugsejendom)
- Bækkeskov Strand (bebyggelse)
- Bækkeskov Stræde (bebyggelse)
- Bøgesø (bebyggelse, ejerlav)
- Engelstrup (bebyggelse, ejerlav)
- Engmose (bebyggelse)
- Everdrup (bebyggelse, ejerlav)
- Flintemose (bebyggelse)
- Hemmestrup (bebyggelse, ejerlav)
- Kildebakken (bebyggelse)
- Krømlinge (bebyggelse, ejerlav)
- Nyprøve (bebyggelse)
- Rødehuse (bebyggelse)
- Rådegård (ejerlav, landbrugsejendom)
- Stavnstrup (bebyggelse, ejerlav)
- Storskoven (bebyggelse)
- Størlinge (bebyggelse, ejerlav)
- Sønderby (bebyggelse)
- Tul (bebyggelse)
- Tyrehule (bebyggelse)
- Tågeskov (bebyggelse, ejerlav)
- Tågeskov Overdrev (bebyggelse)
- Tågeskovgård (landbrugsejendom)